# Pimpinella coriacea
Pimpinella coriacea là một loài thực vật có hoa trong họ Hoa tán. Loài này được (Franch.) H. Boissieu miêu tả khoa học đầu tiên năm 1909.